# Phoque du Groenland
Pagophilus groenlandicus
Genre
Espèce
Statut de conservation UICN

 LC  : Préoccupation mineure
Répartition géographique
Synonymes
- Phoca groenlandica Erxleben, 1777

Le phoque du Groenland (Pagophilus groenlandicus), ou phoque à selle est un mammifère carnivore, de la famille des phocidés.

## Systématique
Pagophilus groenlandicus est la seule espèce du genre Pagophilus.
Dans certaines classifications, le genre Pagophilus est absent, et l'espèce est alors nommée Phoca groenlandica Erxleben, 1777.

## Étymologie
Le terme Pagophilus vient du grec Pagos désignant la glace et philos celui qui aime, en référence à l'habitat de l'espèce.

## Description
La coloration de cette espèce varie beaucoup avec l'âge. Le petit est blanc à la naissance. Il peut éventuellement avoir une coloration légèrement jaunâtre, à cause du liquide amniotique, qui s'estompera au bout de quelques jours. Au bout de 21 ou 22 jours, il commence à perdre sa fourrure blanche par touffes. Elle est remplacée par un pelage blanc-argenté avec des taches noires irrégulières. Après 12 ou 14 mois, les taches noires s'agrandissent. A la maturité sexuelle, les taches se rejoignent pour former deux lignes sur le dos. La tête devient noire.

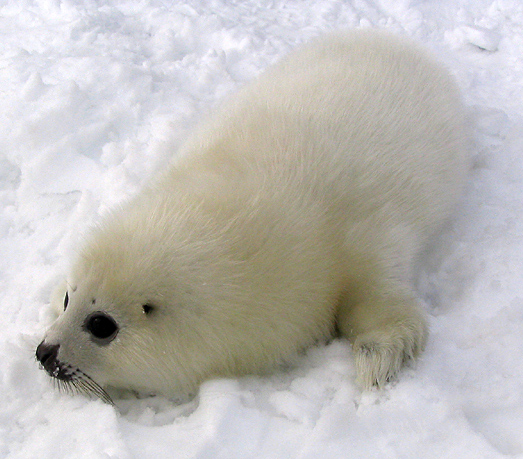
nouveau-né
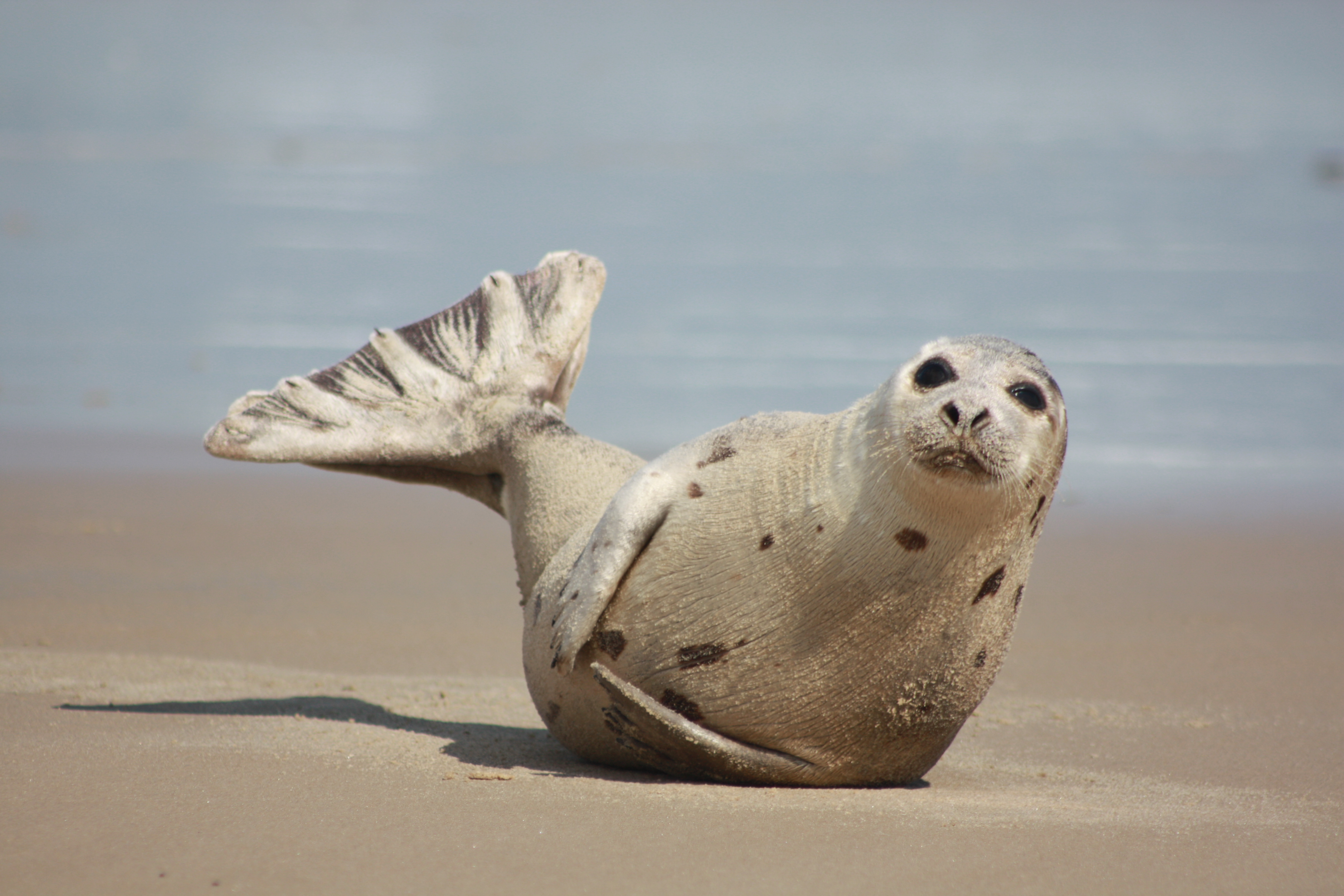
juvénile

Le mâle mesure de 171 à 190 cm long pour un poids de 135 kg en moyenne. La femelle mesure de 168 à 183 cm de long pour un poids de 120 kg.

## Habitat
Cet animal se reproduit sur la banquise. Il mue sur les grandes plaques de glace. Il vit au large le reste de l'année.

## Comportement
Le phoque du Groenland est un mammifère particulièrement grégaire. Seuls les vieux mâles vivent en solitaires. Plusieurs individus maintiennent ouverte et utilisent une cassure naturelle dans la glace pour se mettre à l'eau et venir respirer.

## Alimentation
Le jeune consomme du krill, des amphipodes et des petits poissons. L'adulte se nourrit surtout de poissons.(saumons)

## Reproduction
La femelle est apte à se reproduire entre 3 et 7 ans, le mâle entre 3,5 et 5 ans.
La femelle met bas un seul jeune peu de temps après son arrivée sur la banquise. La parturition dure environ une minute. Aussitôt après, la femelle pivote sur elle-même pour rompre le cordon ombilical.

## Écologie
En 1995, Timoshenko considère cette espèce comme un bioindicateur de l'état de santé des écosystèmes de la Mer blanche. Lié à la banquise cette espèce à tout à craindre du recul des glaces induit par le réchauffement climatique 